# Glomérulonéphrite rapidement progressive
 Mise en garde médicale
La glomérulonéphrite rapidement progressive (GNRP) est un syndrome rénal caractérisé par une diminution rapide de ses fonctions , (généralement une baisse du débit de filtration glomérulaire de 50 % en 3 mois) associée à des formations en forme de croissant présentes dans au moins 50 % ou 75 % des glomérules visibles en biopsie rénale.
En l'absence de traitement, cette maladie évolue rapidement en insuffisance rénale aiguë et entraine le décès en quelques mois.
Dans 50 % des cas, la GNRP est associée à une maladie sous-jacente telle que le syndrome de Goodpasture, le lupus érythémateux disséminé ou la granulomatose avec polyangéite (maladie de Wegener), tandis que le reste des cas est idiopathique.
La GNRP provoque de sévères lésions au niveau du glomérule rénal quelle qu'en soit la cause, ainsi que des lésions cicatricielles caractéristiques en forme de croissant.

## Symptômes
Dans la plupart des cas, la glomérulonéphrite rapidement progressive est caractérisée par une perte rapide et sévère de la fonction rénale associée à une hématurie (présence de globules rouges dans les urines) franche, une protéinurie pouvant dépasser les 3 grammes par 24 heures, signant un syndrome néphrotique.
Les patients peuvent également être sujets à une hypertension et des œdèmes.
Dans les cas les plus sévères on retrouve une oligurie voire une anurie, qui sont de mauvais pronostic.

## Physiopathologie

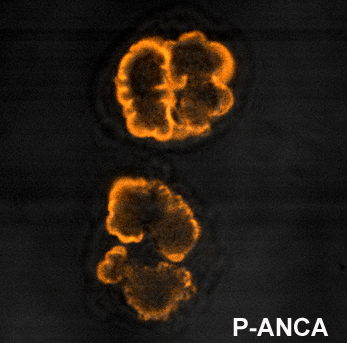

Le consensus actuel est que des anticorps anticytoplasme des polynucléaires neutrophiles (ANCA) réagissent au cytoplasme des polynucléaires neutrophiles et provoquent une dégranulation localisée aboutissant à la formation des lésions en forme de croissant, constituées principalement de cellules du feuillet pariétal de la capsule de Bowman ainsi que de podocytes.

## Diagnostic
L'examen de première intention est la sérologie par prélèvement sanguin.
La présence d'anticorps anti-membrane basale glomérulaire oriente vers une GNRP de type 1.
Des anticorps antinucléaires sont en faveur d'un lupus érythémateux disséminé et d'une GNRP de type 2.
Les GNRP de type 3 et idiopathiques se caractérisent par la présence d'anticorps anticytoplasme des polynucléaires neutrophiles dans le sérum .
Une baisse de la fonction rénale est très fréquente chez les patients présentant une GNRP depuis moins de 3 mois.
Il est possible de réaliser une échographie vésicale qui, si elle montre des sédiments urinaires, peut indiquer une glomérulonéphrite proliférative.
L'examen le plus fiable reste cependant la ponction biopsie rénale.

### Classification

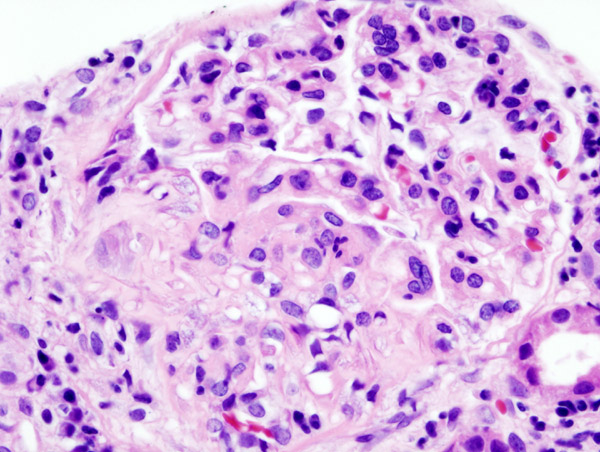
Glomérulonéphrite en forme de croissant

Les GNRP peuvent être classées en 3 catégories selon les réactions obtenues par immunofluorescence:

#### Type 1
Cette catégorie regroupe environ 20% des GNRP, elle est aussi appelée glomérulonéphrite anti-MBG (membrane basale glomérulaire).
Elle se caractérise par la présence d'auto-anticorps dirigés vers les fibres de collagène de type IV de la membrane basale glomérulaire. Ces auto-anticorps peuvent aussi s'attaquer à la membrane basale des alvéoles pulmonaires, rentrant dans le cadre du syndrome de Goodpasture.
Cependant, le type 1 ne montre que des anticorps anti-MBG dans la plupart des cas, rendant la GNRP idiopathique.

#### Type 2
La GNRP de type 2 représente 25% des cas de GNRP et est caractérisée par la présence de complexes immuns dans les tissus glomérulaires.
Toute maladie des complexes immuns, dont le lupus érythémateux disséminé, la glomérulonéphrite proliférative aiguë, le purpura rhumatoïde, ou encore la néphropathie à IgA (maladie de Berger) impliquant le glomérule peut évoluer vers une GNRP de type 2.

#### Type 3
La GNRP de type 3 représente 55% des cas de GNRP et est dite "pauci-immune" de par l'absence de complexes immuns et d'anticorps anti-MBG.
Des lésions glomérulaires idiopathiques sont observées, probablement à la suite de l'activation des neutrophiles en réponse aux ANCA.
Le type 3 peut être restreint au glomérule ou bien associé à une maladie systémique.
Dans ce dernier cas, la maladie est le plus souvent une vascularite, telle que la granulomatose avec polyangéite, caractérisée par la présence d'anticorps anti-PR3 et c-ANCA, La polyangéite microscopique avec des anticorps anti-PMO et p-ANCA, ou la granulomatose éosinophilique avec polyangéite.

## Traitement
Le traitement inclut la prise simultanée de rituximab, de corticostéroïdes et de cyclophosphamide, ce dernier pouvant être remplacé l'azathioprine au-delà de 3 mois après l'apparition de la maladie.
Un traitement immunosuppresseur est à mettre en place une fois le patient guéri, classiquement à base de corticostéroïdes et d'azathioprine ou d'injections de rituximab.

## Epidémiologie
La glomérulonéphrite rapidement progressive touche environ 3,9 personnes pour un million.